# Iide (Yamagata)
Iide (jap. 飯豊町 Iide-machi) – miasto w Japonii, na wyspie Honsiu, w prefekturze Yamagata. Według danych na rok 2020 miejscowość zamieszkiwało 6 613 mieszkańców , a gęstość zaludnienia wyniosła 20,1 os./km².